# Stundenbuch aus Paris (Boucicaut-Meister)

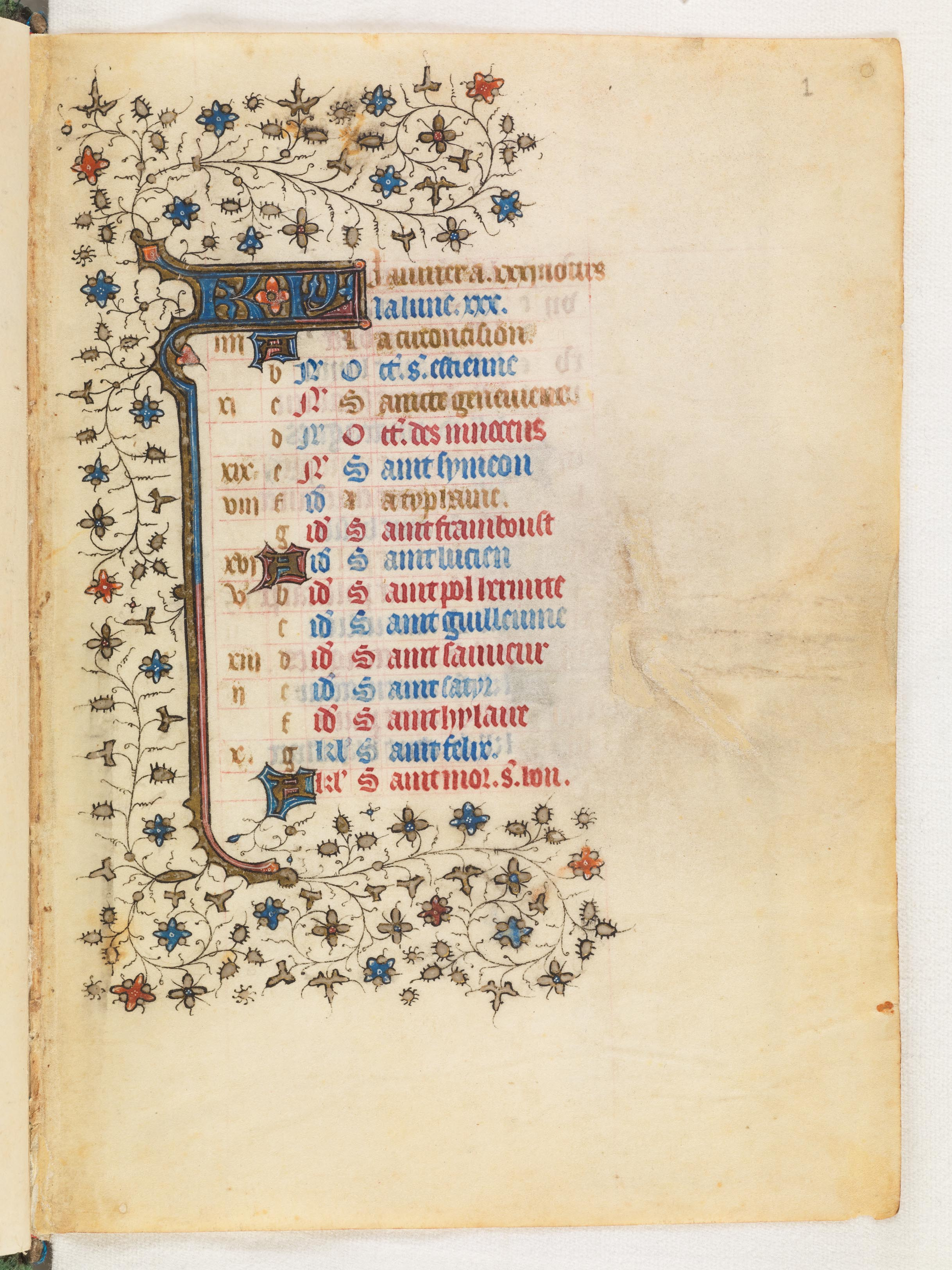
Beginn des Kalenders in französischer Sprache (1. bis 15. Januar)

Das Stundenbuch aus Paris, dessen 17 Miniaturen aus dem Umkreis des Boucicaut-Meisters stammen, befindet sich in Privatbesitz. Das Stundenbuch entstand um 1408/10 in Paris und war für den Gebrauch in Rom bestimmt. Zur Dekoration haben auch der Mazarin-Meister und Pseudo-Jacquemart beigetragen.

## Beschreibung des Codex
Die aus 201 Pergament-Blättern bestehende reich illustrierte Handschrift ist in gutem Zustand erhalten geblieben. Sie ist in einer Textura mit brauner Tinte geschrieben worden und enthält zahlreiche Rubriken.
Jede Seite ist einspaltig mit je 14 Zeilen. Die Texte sind in lateinischer und französischer Sprache.
Es ist nicht bekannt, wer die Handschrift in Auftrag gegeben hat.

## Inhalt
- ein französischer Kalender (f. 1r-12v)
- Perikopen aus den Evangelien von Johannes, Lukas, Markus und Matthäus (f. 13r-17v)
- Beschreibung der Passion nach Johannes 19, 1-35, respektive das Gebet Deus in manus tuas (f. 18r-20r)
- Mariengebete mit Obsecro te und O Intemerata (f. 20r-27v).
- Passion nach Johannes 18-19 (f. 29r-39v)
- Fürbitten (f. 41r-44v)
- Marien-Offizium für den Gebrauch von Rom, gefolgt von mehreren Stundengebeten (f.45r-113v)
- Busspsalmen und Litanei (f. 115r-135v)
- Horen des Heiligen Kreuzes und des Heiligen Geistes (f.136v-149r)
- Toten-Offizium für den Gebrauch von Rom (f. 149v-196v)
- französisches Gebet (nachgetragen) (O) Dieu createur du ciel und sieben Verse von O domine Jesu Christe, adoro te in cruce pendentem (f. 197r-201r).

## Illustrationen
Aus den größeren Initialen kommen Dornblattranken, die sich nach unten und oben entlang des Textes ausbreiten.
Man findet insgesamt 17 Miniaturen.

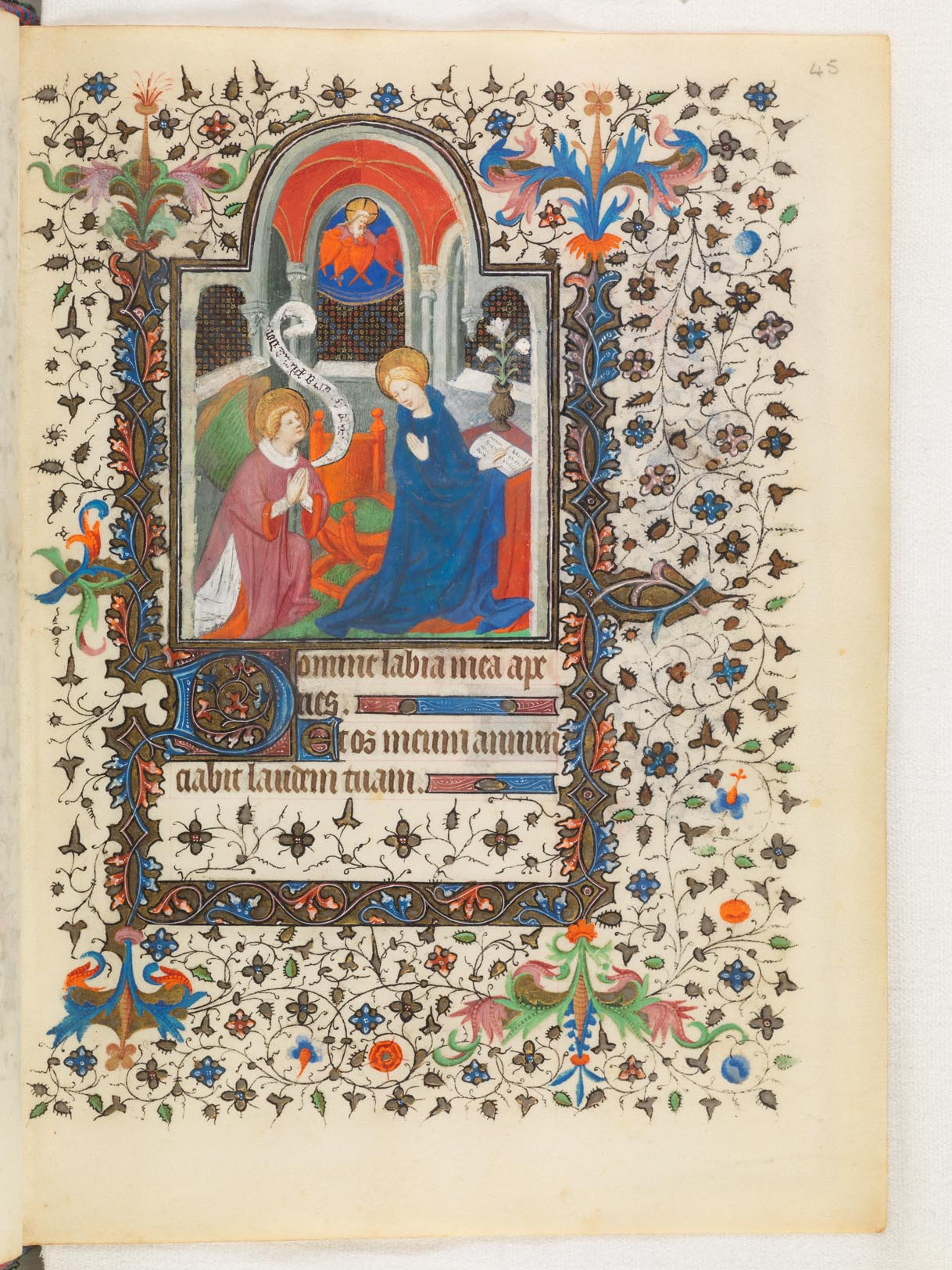
Verkündigung an Maria
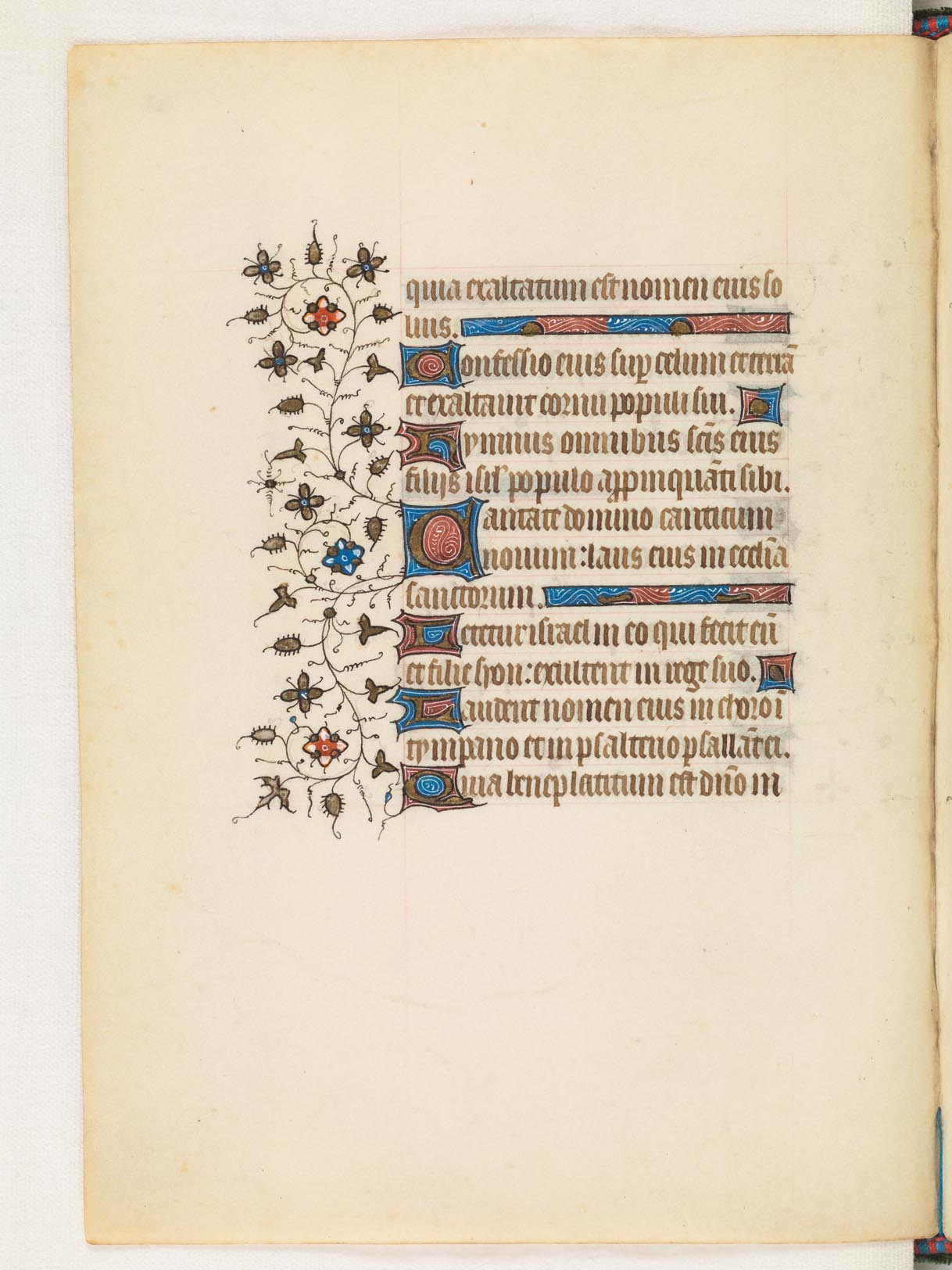
Beispiel ausbreitender Dornblattranken
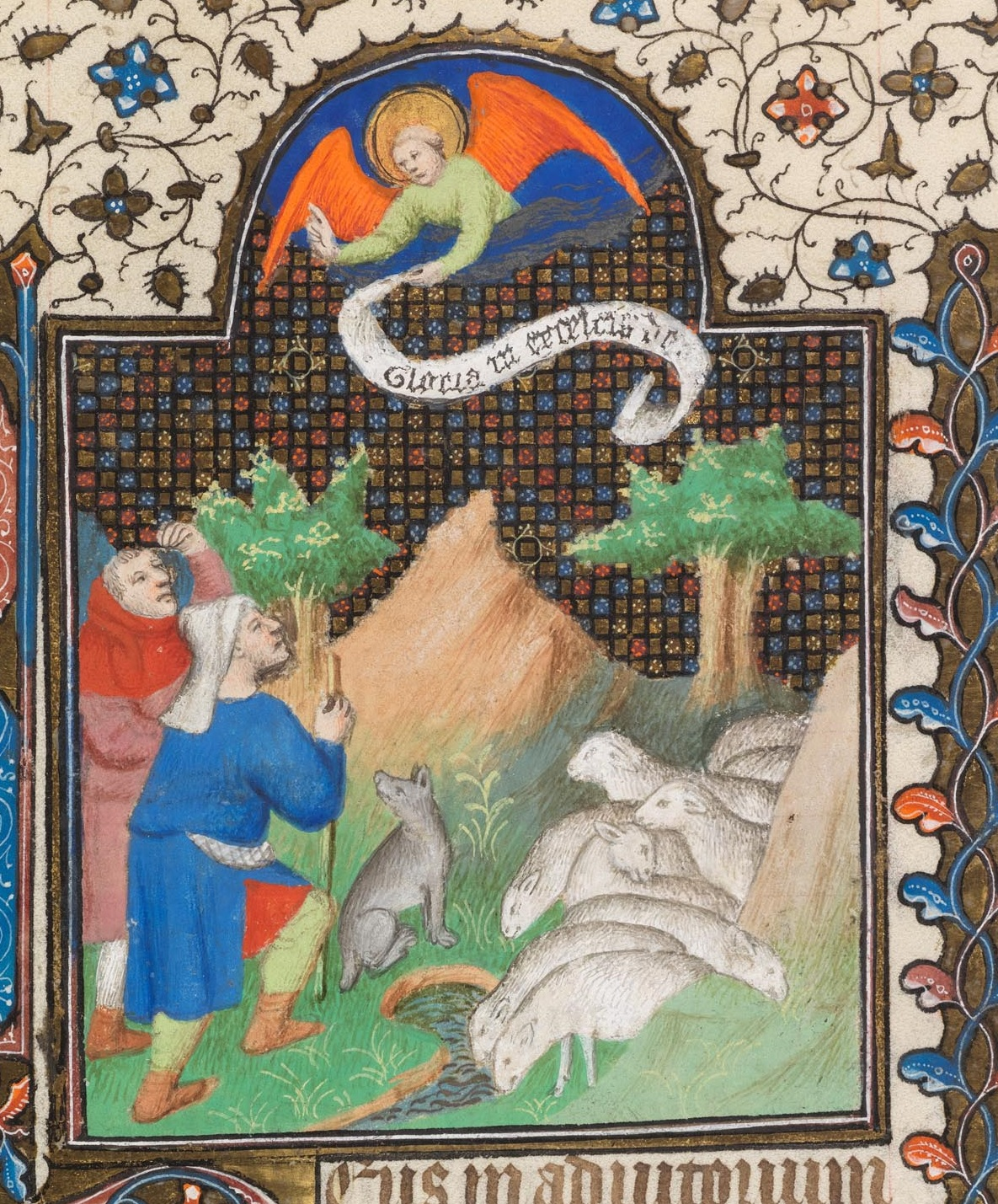
Die Verkündigung an die Hirten
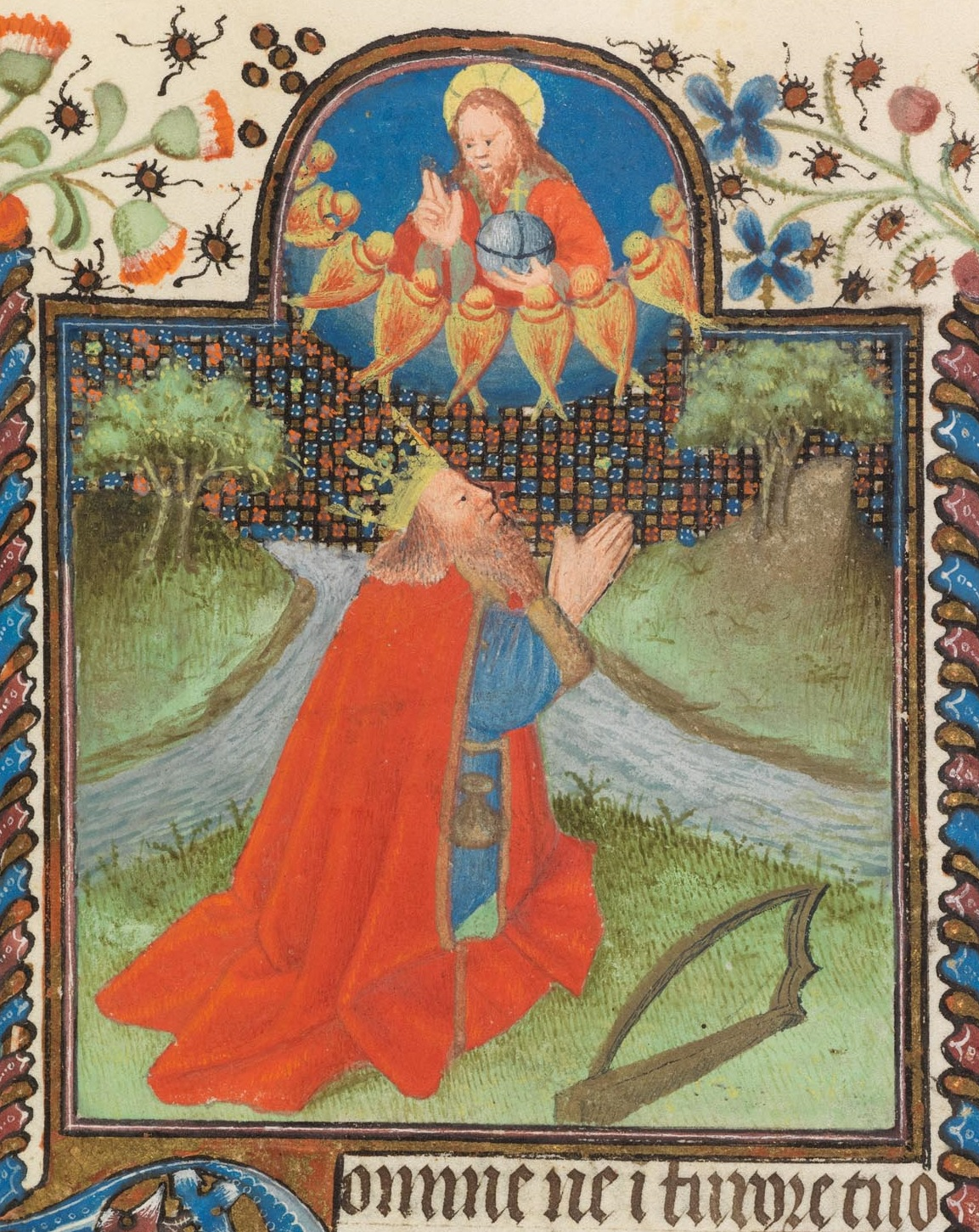
David kniet vor Gott nieder